# Caledonispa sarasini
Caledonispa sarasini es un coleóptero de la familia Chrysomelidae. Fue descrita en 1916 por Heller.